# Prelatura territorial del Santo Cristo de Esquipulas
La prelatura territorial del Santo Cristo de Esquipulas o de Esquipulas (en latín: Praelatura Territorialis SS. Domini Nostri Iesu Christi de Esquipulas) es una circunscripción eclesiástica de la Iglesia católica en Guatemala. Se trata de una prelatura territorial latina, sufragánea de la arquidiócesis de Guatemala, que está unida aeque principaliter a la diócesis de Zacapa, formando la diócesis de Zacapa y Santo Cristo de Esquipulas. Desde el 22 de febrero de 2016 su prelado es el obispo Ángel Antonio Recinos Lemus.

## Territorio y organización
La prelatura territorial unida aeque principaliter tiene 532 km² y extiende su jurisdicción sobre los fieles católicos de rito latino residentes en el municipio de Esquipulas del departamento de Chiquimula.
La sede de la prelatura territorial se encuentra en la ciudad de Esquipulas, en donde halla la en donde se halla la Catedral basílica del Santo Cristo Crucificado de Esquipulas, que recibió el título de basílica menor del papa Juan XXIII el 27 de enero de 1961 (fue la primera basílica de Centroamérica).
En 2019 en la prelatura territorial unida aeque principaliter existían 6 parroquias.

## Historia

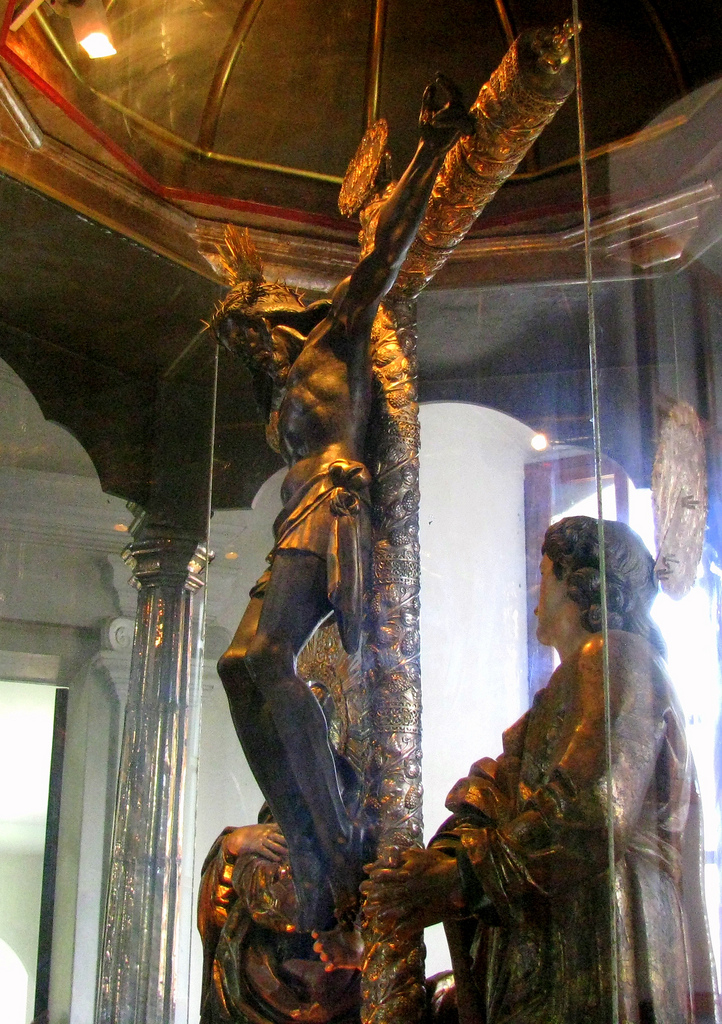
Cristo Negro de Esquipulas, en el interior de la basílica de Esquipulas

Según la tradición, la imagen del Cristo Negro de Esquipulas fue encontrada en una cueva y tenía poderes curativos, sin embargo, fue realizada por el escultor portugués Quirio Cataño, quien entregó el trabajo encomendado el 4 de octubre de 1595. La imagen del Cristo de Esquipulas fue trasladada al nuevo templo construido en Esquipulas el 6 de enero de 1759 y luego se convirtió en el principal lugar de peregrinación católica de Centroamérica.
Cuando la diócesis de Zacapa fue erigida el 10 de marzo de 1951 mediante la bula Omnium in catholico del papa Pío XII, se dispuso que el santuario de Esquipulas fuera un santuario sui iuris, es decir exento de la jurisdicción de la nueva diócesis, para la que se preveía dictar una bula especial:

Finalmente, volvemos nuestra mente al antiguo santuario, comúnmente llamado del Señor de Esquipulas, hoy existente en la nueva diócesis de Zacapa, el cual es venerado con excepcional y magnífica devoción no sólo por los habitantes del pueblo y pueblos vecinos, sino también por los fieles cristianos que acuden allí desde regiones lejanas en piadosa peregrinación; y deseando que el esplendor y hermosura de aquel visible santuario se aumente, lo eximimos de la jurisdicción del ordinario de Zacapa y decretamos que se rija por una ley especial.

La ley especial prevista en 1951 fue la bula Cum Christus del 16 de septiembre de 1956 del papa Pío XII, por la cual el santuario sui iuris de Esquipulas, junto con el resto del municipio de Esquipulas que fue separado de la diócesis de Zacapa, pasó a ser la prelatura nullius del Santo Cristo de Esquipulas, unida aeque principaliter a la arquidiócesis de Guatemala.
La bula Qui pro munere del papa Juan Pablo II del 24 de junio de 1986 dispuso la transferencia de la prelatura territorial del Santo Cristo de Esquipulas desde la arquidiócesis de Guatemala a la diócesis de Zacapa, conservando su estatus de prelatura territorial unida aeque principaliter. A partir de ese momento los obispos ostentan el doble título de obispo de Zacapa y prelado del Santo Cristo de Esquipulas.
El 6 de febrero de 1996 la basílica fue visitada por el papa Juan Pablo II durante su viaje apostólico a Guatemala.

## Estadísticas
Según el Anuario Pontificio 2020 la prelatura territorial tenía a fines de 2019 un total de 63 616 fieles bautizados.
| Año                                               | Población            | Población | Población      | Sacerdotes | Sacerdotes    | Sacerdotes    | Bautizados por sacerdote | Diáconos permanentes | Religiosos | Religiosos | Parroquias |
| Año                                               | Bautizados católicos | Total     | % de católicos | Total      | Clero secular | Clero regular | Bautizados por sacerdote | Diáconos permanentes | Varones    | Mujeres    | Parroquias |
| ------------------------------------------------- | -------------------- | --------- | -------------- | ---------- | ------------- | ------------- | ------------------------ | -------------------- | ---------- | ---------- | ---------- |
| 2014                                              | 43 000               | 56 900    | 75.6           | 9          | 1             | 8             | 4778                     |                      | 22         | 19         | 6          |
| 2019                                              | 63 616               | 70 685    | 90.0           | 11         |               | 11            | 5783                     |                      | 42         | 32         | 6          |
| Fuente: Anuario Pontificio de 2020 y precedentes. |                      |           |                |            |               |               |                          |                      |            |            |            |

## Nota
1. ↑  Obispo de Zacapa y prelado del Santo Cristo de Esquipulas.
2. ↑  A partir del Concilio Vaticano II en 1965 las prelaturas nullius dioceses pasaron a ser denominadas prelaturas territoriales.